# Бхактиведанта Свами Прабхупада
Бхактиведанта Свами Прабхупада (1896-1977), наричан и титулуван от последователите си Негова Божествена Милост или Шрила Прабхупада, е индийски религиозен водач, разпространител на учението на гаудия вайшнавизма в Индия и Западния свят и основател на организацията Международно общество за Кришна-съзнание. Той е роден в град Калкута (днес Колката), Индия. Рожденото му име е Абхай Чаран Де.

## Биография

### Ранните години
През 1922 г., той среща своя духовен учител, Бхактисиддханта Сарасвати Госвами (1874–1937), от когото по-късно получава духовното си име. Бхактисиддханта Сарасвати Госвами от своя страна, убеждава младия мъж да приеме, за мисия на своя живот разпространяването на ведическото знание. (Бхактисиддханта Сарасвати е основател на 64 ведически института, наричани Гаудия Матх)

### Подготовката
По време на първата им среща Бхактисиддханта Сарасвати Тхакур моли Бхактиведанта Свами Прабхупада да пропагандира ведическата мъдрост в английско-говорещия свят. През последвалите години Бхактиведанта Свами Прабхупада пише коментари върху Бхагавад-гита, а през 1944 г., без ничия помощ започва издаването на двуседмичното списание Back to Godhead (Обратно при Бога).
Отчитайки философските познания и предаността, с която се посвещава на мисията си, обществото на гаудия Вайшнавите му дава титлата „Бхактиведанта“.
През 1950 г., на 54-годишна възраст, Бхактиведанта Свами Прабхупада се оттегля от семейния живот. Четири години по-късно той приема ванапрастха – начин на живот, позволяващ по-активно ангажиране в духовни дейности. Тогава, Бхактиведанта Свами Прабхупада се посвещава на задълбочени духовни изследвания и писателска дейност.

### Началото
По-късно Бхактиведанта Свами Прабхупада заминава за свещения град Вриндавана. Там той живее много скромно в историческия храм от средновековието Радха-Дамодара. Няколко години по-късно, през 1959 г., той приема санняса – духовна степен на пълно отречение от светския живот и изцяло се отдава на духовното си развитие.
Тогава Бхактиведанта Свами Прабхупада започва работа по най-значимата творба в живота си – превод и коментари на многотомния Шримад-Бхагаватам (Бхагавата Пурана), съдържаща 18 000 стиха.

### Мисията в западния свят
След като публикува първите три тома на Шримад Бхагаватам Бхактиведанта Свами Прабхупада заминава на запад. Той пристига в САЩ през 1965 година. През последвалите години Бхактиведанта Свами Прабхупада написва авторитетни коментари върху повече от 60 тома от философската и религиозна класика на Индия.
След около една година, прекарана в огромни затруднения, през юли 1966 г., Бхактиведанта Свами Прабхупада основава Международното общество за Кришна-съзнание – ИСКОН.

#### Основни постижения
- Шрила Прабхупада обикаля земното кълбо 14 пъти[4] и дава лекции на шестте континента
- Въвежда ведическата система на образование (гурукула) в западния свят
- Ръководи основаването на Бхактиведанта Бук Тръст – най-големия издател в света на ведическа литература
- Автор е на 60 книги (част от които преведени и на български) в сферата на ведическата философия, религия и култура, в това число 4 на бенгали.
- Наблюдава развитието на ИСКОН, като конфередация от повече от 100 храма, учебни заведения, институти и селскостопански общности по това време.

#### Отношението му към другите религии
Шрила Прабхупада счита Мойсей, Исус и Мохамед за пратеници на Бога, предаващи същото послание на любовта и предаността към Бога.
В своята книга „Наука за себереализацията“ той пише: Всъщност, няма разлика между Кришна и Христос, името е едно и също. Важно е да се следват инструкциите на ведическите писания, препоръчващи възпяването на имената на Бога.

### Първите храмове и други духовни центрове
През 1968 г. Бхактиведанта Свами Прабхупада основава Ню Вриндавана – експериментална духовна общност в Западна Вирджиния. По-късно, вдъхновени от успеха ѝ, неговите ученици и последователи основават множество други подобни общности в САЩ и по света.
През 1972 г. Бхактиведанта Свами Прабхупада въвежда ведическата образователна система, формирайки гурукула – духовно училище в Далас. Само за 3 години училището се разраства до над 150 ученика.

### Светите места
Бхактиведанта Свами Прабхупада вдъхновява строежа на огромен духовен център в Шридхама Маяпура, Западна Бенгалия, Индия. Там се планира да се основе Институт за Ведически изследвания. Друг подобен проект е храмът Кришна-Баларама, и хотелът към него.

### След неговата смърт
Огромната част от последните десетина години от живота си Шрила Прабхупада посвещава на разрастването на ИСКОН. Тъй като той е фактическия лидер на движението, той е лично ангажиран с развитието и мисията на тази организация.
След неговата смърт на 14 ноември 1977 г., 11 от неговите ученици стават посвещаващи духовни учители (гуру).
След неговата смърт ИСКОН се ръководи от Управително тяло (GBC – Governing Body Commission). Шрила Прабхупада лично създава приживе този управителен орган, с цел то да поеме ежедневното ръководство и грижата за духовните стандарти на организацията след него.